# Hugh Pennycuick Maltby
Hugh Pennycuick Maltby, britanski general, * 1899, † 1954.